# 小坂直人
小坂  直人（こさか なおと、1949年 - ）は日本の経済学者。北海学園大学名誉教授。

## 略歴
利尻富士町鴛泊生まれ。1975年北海道大学経済学部卒業、1978年、東北大学大学院経済学研究科経済学専攻修士課程修了。1981年同大学院博士後期課程単位取得退学。東北大学助手。1983年北海学園大学経済学部講師。1984年助教授、1991年教授（産業総論など担当）及び大学院教授。2002年経済学部長、2006年経済学研究科長、2012年開発研究所長（‐2016年）。2019年北海学園大学定年退職、同名誉教授。経済学部非常勤講師（‐2020年）。

## 専門
公益事業論が専門で公益事業の産業特性、電力自由化時代における公共性の復権を研究テーマとする。学部では産業総論、大学院では経済政策総論特殊講義を担当していた。公益事業学会理事や副会長も務めた。

## 業績
- 「エネルギー供給システムの諸問題ー電力システム改革を中心にー」『開発論集』第95号、2015年3月
- 「原子力エネルギー依存症からの脱却ー時代の転換点を見据えてー」『経済論集』第62巻第4号、2015年3月
- 「公益事業会社とCSR-CSR論と 公共性論をめぐってー」日大商学部『商学集志』第86巻第2号、2016年9月   他多数